# Campeonato Africano de Ginástica Artística
O Campeonato Africano de Ginástica Artística é o principal torneio africano de ginástica artística realizado a cada dois anos. É regido pela União Africana de Ginástica, que responde diretamente à Federação Internacional de Ginástica.

## Edições
| Edição | Ano  | Cidade-sede    | País          | Data                     | Local                          | Nº de Atletas | Melhor País   |
| ------ | ---- | -------------- | ------------- | ------------------------ | ------------------------------ | ------------- | ------------- |
| I      | 1990 | Algiers        | Argélia       |                          |                                |               | Argélia       |
| II     | 1992 | Casablanca     | Marrocos      |                          |                                |               | Argélia       |
| III    | 1994 | Joanesburgo    | África do Sul |                          |                                |               |               |
| IV     | 1998 | Walvis Bay     | Namíbia       |                          |                                |               |               |
| V      | 2000 | Túnis          | Tunísia       |                          |                                |               | Tunísia       |
| VI     | 2002 | Algiers        | Argélia       |                          |                                |               | Argélia       |
| VII    | 2004 | Thiès          | Senegal       |                          |                                |               |               |
| VIII   | 2006 | Cidade do Cabo | África do Sul |                          |                                |               | África do Sul |
| IX     | 2009 | Cairo          | Egito         |                          |                                |               | Egito         |
| X      | 2010 | Walvis Bay     | Namíbia       |                          |                                |               | Egito         |
| XI     | 2012 | Túnis          | Tunísia       |                          |                                |               | Argélia       |
| XII    | 2014 | Pretória       | África do Sul | 27 a 30 de março de 2014 | Universidade de Pretória       |               | Argélia       |
| XIII   | 2016 | Algiers        | Argélia       | 23 a 26 de março de 2016 | La Coupole d'Alger Arena       | 63            | Argélia       |
| XIV    | 2018 | Swakopmund     | Namíbia       | 9 a 12 de maio de 2018   | The Dome                       | 75            | Egito         |
| XV     | 2020 | Tsuane         | África do Sul | Cancelado                | Cancelado                      | Cancelado     | Cancelado     |
| XV     | 2021 | Cairo          | Egito         | 26 a 27 de maio de 2021  | Nasr City Sporting Club        | 28            | Egito         |
| XVI    | 2022 | Cairo          | Egito         | 8 a 11 de julho de 2022  | Estádio Internacional do Cairo | 79            | Egito         |
| XVII   | 2023 | Pretória       | África do Sul | 26 a 27 de maio de 2023  | Heartfelt Arena                |               | Egito         |
|        |      |                |               |                          |                                |               |               |

## Quadro geral de medalhas
| Ordem | País          |    |    |    | Total |
| 1     | África do Sul | 6  | 7  | 6  | 19    |
| 2     | Tunísia       | 6  | 3  | 4  | 13    |
| 3     | Argélia       | 5  | 8  | 3  | 16    |
| 4     | Egito         | 2  | 1  | 3  | 6     |
| 5     | Cazaquistão   | 2  | 6  | 7  | 15    |
| 6     | Namíbia       | 0  | 1  | 2  | 3     |
| 7     | Botswana      | 0  | 1  | 1  | 2     |
| TOTAL | TOTAL         | 21 | 27 | 26 | 74    |

Nota: Quadro soma apenas as duas últimas edições (2006 e 2009)